# 叶夫根尼·塔列尔金
叶夫根尼·伊戈列维奇·塔列尔金（俄语：Евге́ний И́горевич Таре́лкин，羅馬化：Evgeny Igorevich Tarelkin，1974年12月29日—）是俄罗斯宇航员。

## 早年
出生于赤塔州（现外貝加爾邊疆區）。1992至1996年在叶伊斯克高等军事航空学校学习，1998年毕业于加加林空军学院，毕业后在加加林宇航员培训中心担任高级工程师。他不仅有驾驶L-29海豚、L-39信天翁和伊尔-76的丰富经验，还拥有降落伞和潜水员教练资格。

## 宇航员生涯
2003年成为宇航员候选人，之后开始接受基础训练。2005年6月获得测试宇航员资格。

### 远征33/34
协调世界时2012年10月23日10时51分，俄制联盟TMA-06M号载人飞船连同联盟-FG号运载火箭搭载塔列尔金等宇航员，从哈萨克斯坦的拜科努尔航天发射场发射升空，前往国际空间站。
2013年3月16日，已在国际空间站驻守近5个月的塔列尔金等3位宇航员乘坐联盟TMA-06M飞船顺利返回地球，于协调世界时16日3时6分在哈萨克斯坦阿尔卡雷克地区的草原上着陆。返回舱的安全由3架飞机（安-12和安-26）、14架米-8直升机和7架搜救机保障。

### 模拟登月
2019年3月19日，塔列尔金作为指令长，与美国专家莱因霍尔德·波维赖提斯在莫斯科的俄罗斯科学院医学生物问题研究所开始了为期120天的“SIRIUS-19”模拟联合登陆月球隔离实验。

## 荣誉
- 俄罗斯联邦宇航员和俄罗斯联邦英雄荣誉称号（2014年）